# 小行星6810
小行星6810（英語：6810 Juanclaria）是一颗围绕太阳公转的小行星。1969年4月9日，C. U. Cesco在圣胡安省发现了此天体。
这颗小行星的绝对星等为344.3930860896157等。